# Akbari (Hormozgan)
Akbari (perski: اكبري) – wieś w południowym Iranie, w ostanie Hormozgan. W 2006 roku miejscowość liczyła 172 osoby w 24 rodzinach.